# (36058) 1999 RM35
1999 RM35 (asteroide 36058) é um asteroide da cintura principal. Possui uma excentricidade de 0.12943810 e uma inclinação de 2.99717º.
Este asteroide foi descoberto no dia 10 de setembro de 1999 por Korado Korlević em Visnjan.